# Las Plumas
Las Plumas är en kommunhuvudort i Argentina.   Den ligger i provinsen Chubut, i den södra delen av landet, 1 300 km sydväst om huvudstaden Buenos Aires. Las Plumas ligger 169 meter över havet och antalet invånare är 605.
Terrängen runt Las Plumas är platt västerut, men österut är den kuperad. Las Plumas ligger nere i en dal. Trakten runt Las Plumas är nära nog obefolkad, med mindre än två invånare per kvadratkilometer..
Omgivningarna runt Las Plumas är i huvudsak ett öppet busklandskap.